# Кинич Ахау
Кинич Ахау (юкат. Kʼinich Ajau) — бог солнца юкатекских майя и лакандонов в мифологии майя. Изображается как мужчина средних лет с орлиным носом, большими квадратными глазами, косоглазием и заточенным резцом в верхнем ряду зубов. Обычно имеет инфикс k'in, означающий «солнце», иногда он находится в его глазах. Имеет общие характеристики с Ицамной, иногда их сливали вместе.
Майя поклонялись Кинич Ахау до прибытия Колумба и конкистадоров. Для лакандонов он до XX века имел ритуальное значение. Был изображён в Дрезденском кодексе.
Его женой была богиня Иш-Чель. Он был упомянут в Храме Креста (Паленке), Храме XVI (Копан).

## Галерея

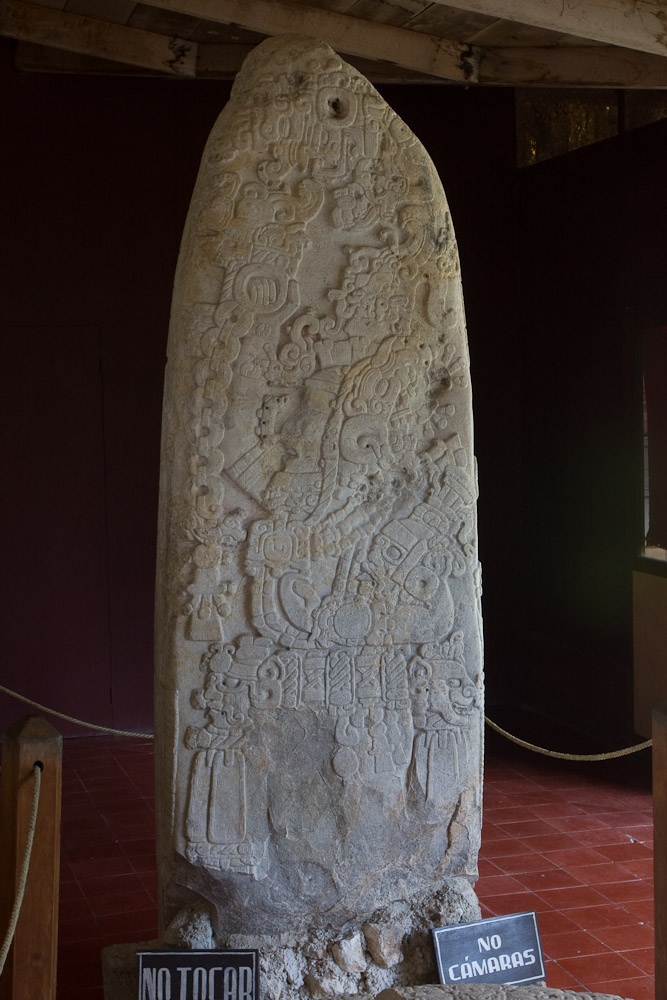
Стела 31 из Тикаля
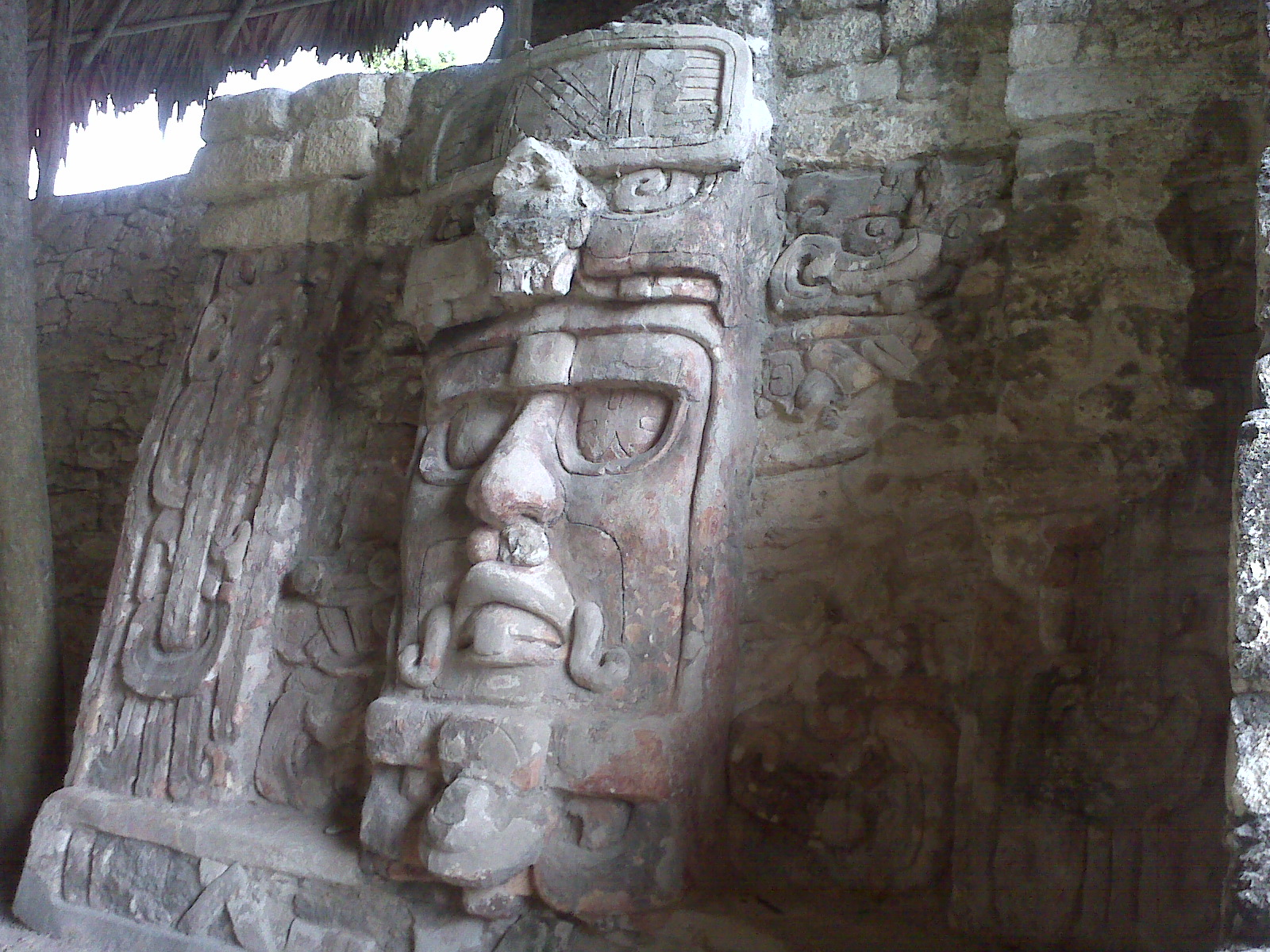
Кинич Ахау из пирамиды Кохунлич
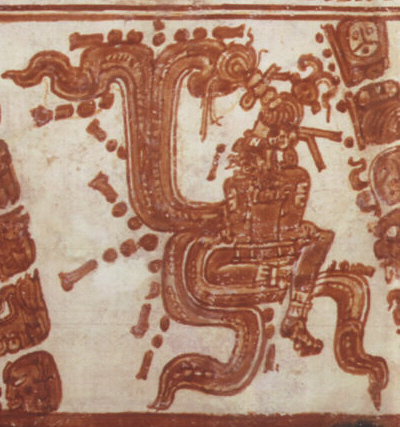
Кинич Ахау на керамике
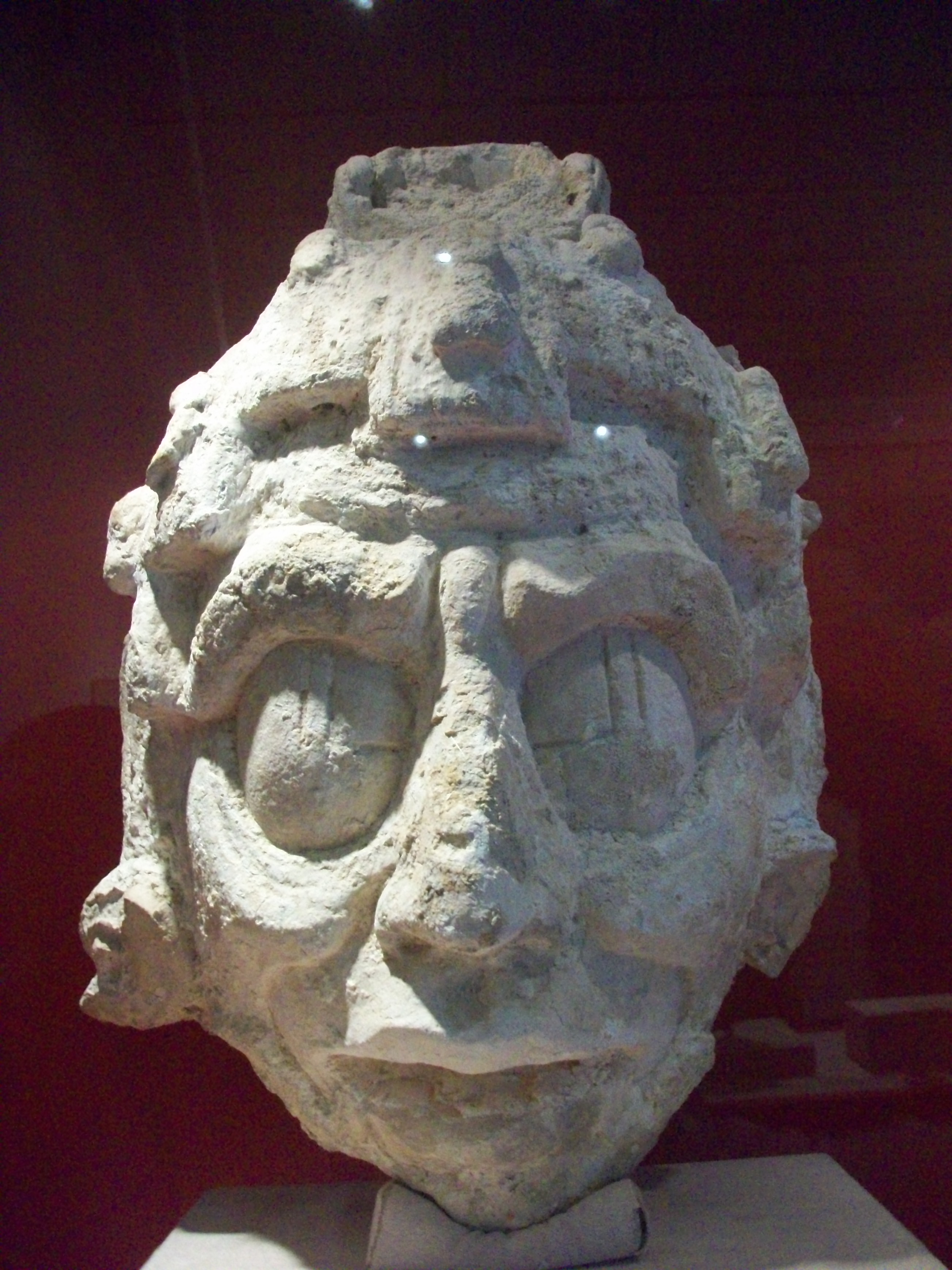
Голова Кинич Ахау из Паленке
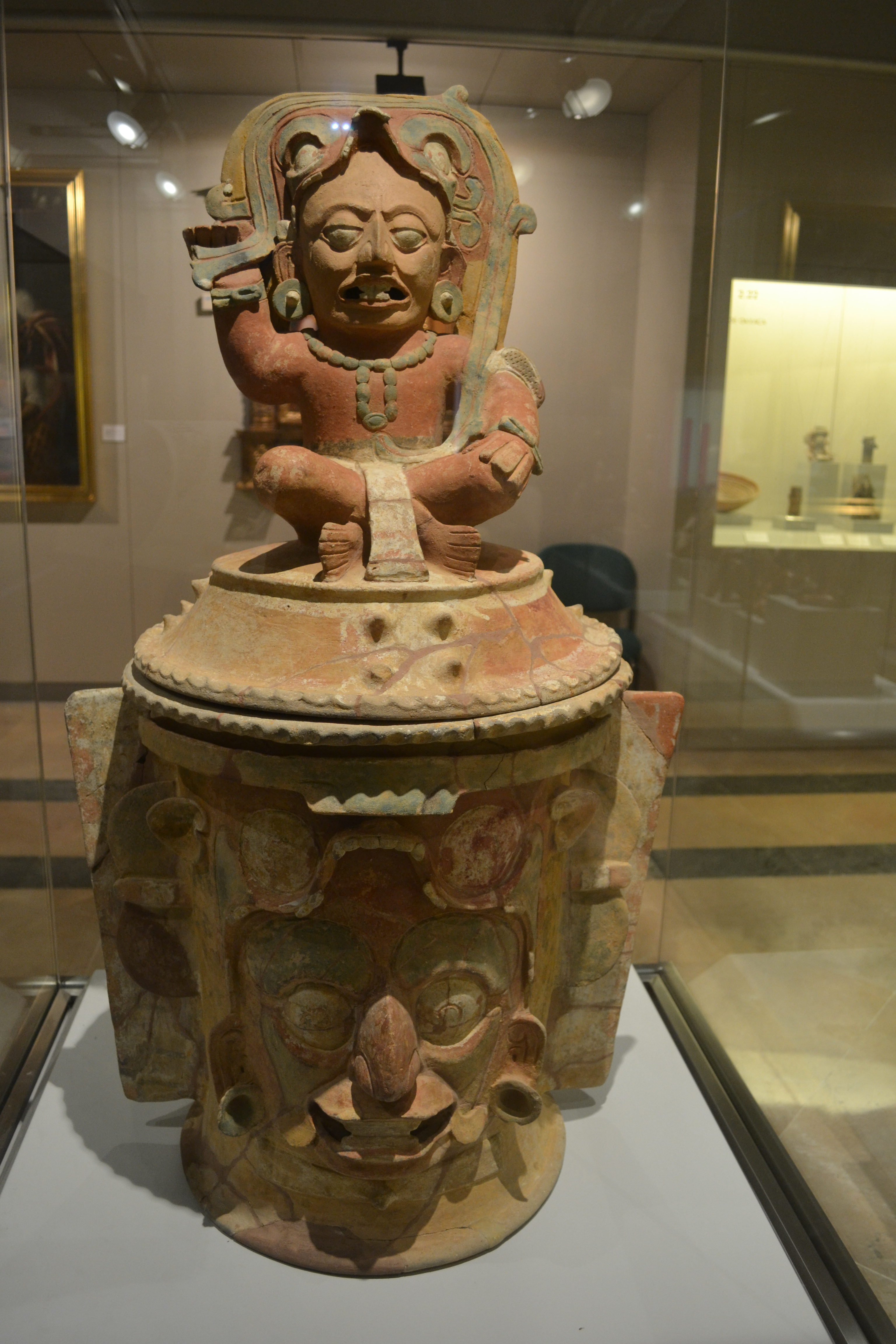